# Madison Bumgarner
Madison Bumgarner (1 de agosto de 1989) é um jogador profissional de beisebol estadunidense.
Foi escolhido o MPV da World Series de 2014. Decidida em 7 jogos com a vitória e por consequência o título para o San Francisco Giants.

## Carreira
Madison Bumgarner foi campeão da World Series 2010, 2012 e 2014 jogando pelo San Francisco Giants, conquistando também o prêmio de MVP da World Series de 2014 .